# Varpasaari (ö i Norra Savolax, Norra Savolax, lat 63,46, long 26,26)
Varpasaari är en ö i Finland. Den ligger i sjön Koivujärvi och i kommunen Pielavesi i den ekonomiska regionen  Övre Savolax ekonomiska region  och landskapet Norra Savolax, i den centrala delen av landet, 400 km norr om huvudstaden Helsingfors. Öns area är 4,9 hektar och dess största längd är 480 meter i sydöst-nordvästlig riktning.